# Municipio de Orion (Minnesota)
El municipio de Orion (en inglés: Orion Township) es un municipio ubicado en el condado de Olmsted en el estado estadounidense de Minnesota. En el año 2010 tenía una población de 592 habitantes y una densidad poblacional de 6,43 personas por km².

## Geografía
El municipio de Orion se encuentra ubicado en las coordenadas 43°53′27″N 92°15′31″O / 43.89083, -92.25861. Según la Oficina del Censo de los Estados Unidos, el municipio tiene una superficie total de 92.12 km², de la cual 92,12 km² corresponden a tierra firme y (0 %) 0 km² es agua.

## Demografía
Según el censo de 2010, había 592 personas residiendo en el municipio de Orion. La densidad de población era de 6,43 hab./km². De los 592 habitantes, el municipio de Orion estaba compuesto por el 96,79 % blancos, el 0,17 % eran afroamericanos, el 0,84 % eran amerindios, el 0,34 % eran asiáticos, el 0,68 % eran de otras razas y el 1,18 % eran de una mezcla de razas. Del total de la población el 1,01 % eran hispanos o latinos de cualquier raza.